# Richard Richter (Dirigent)

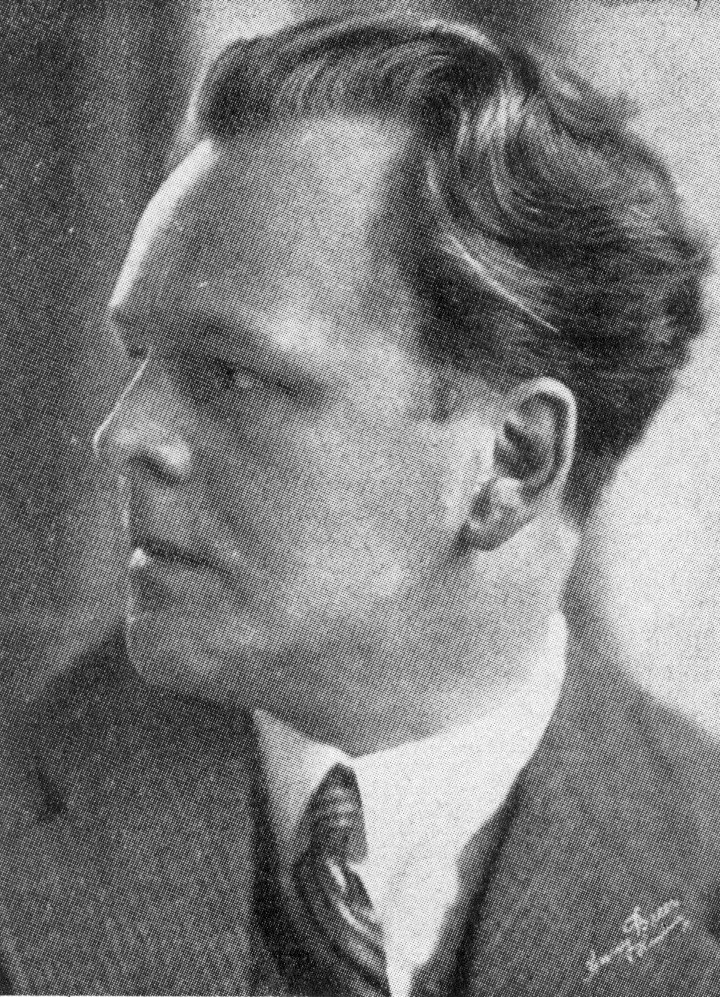
Richard Richter

Richard Richter (* 27. Juni 1892 in Radebeul; † 29. September 1970 in Hamburg) war ein deutscher Dirigent.

## Leben
Richter war Schüler von Max Reger und Arthur Nikisch und leitete von 1919 bis 1926 als Chefdirigent die Kieler Oper. Viele großen Werke wurden von ihm dort dirigiert. Anschließend ging er als Kapellmeister in das kleinere Hagen um mehr Orchesterkonzerte dirigieren zu können und zugleich dem Konkurrenzdruck durch Fritz Stein in Kiel zu entgehen. Richters Nachfolger in Kiel wurde Eugen Jochum.
Im Jahr 1933 kam Richter, neben Karl Böhm, als I. Kapellmeister an die Hamburgische Staatsoper. Dort war er als Operndirigent und als Leiter der Volkskonzerte tätig.
Er starb im Alter von 78 Jahren nach langer Krankheit und wurde auf dem Friedhof Ohlsdorf beigesetzt. Die Grabstätte existiert nicht mehr.